# 國家骨髓捐贈計劃
國家骨髓捐贈計劃（英語：National Marrow Donor Program）是一个美国移植医学组织。

## 历史
成立於1986年，是總部設在明尼蘇達州首府明尼阿波利斯市的一個非牟利組織，它主導美國國內造血幹細胞和臍帶血的匹配和捐贈。該計畫每年從美國政府機構健康資源及服務管理局獲得2300萬美元的經費，美國海軍也爲其提供經費。